# Северо-Западная пригородная пассажирская компания
Северо-Западная пригородная пассажирская компания (СЗППК) — акционерное общество, осуществляющее пригородные пассажирские перевозки железнодорожным транспортом в Санкт-Петербурге, Ленинградской, Новгородской, Псковской, Мурманской областях и Республике Карелия на Октябрьской железной дороге.
До 25 августа 2008 года называлась «Санкт-Петербург-Витебская пригородная пассажирская компания».
Учредителями компании являются ОАО «Российские железные дороги» (75 % минус 1 акция) и город Санкт-Петербург (25 % плюс 1 акция).

## Пассажирские перевозки
Компания разделяет пригородные поезда на 2 категории: «Стандарт» и «Ласточка / Финист» (рейсы выполняемые электропоездами ЭС2Г и ЭС104).
Поезда «Ласточка» (в качестве пригородных поездов, как экспресс-маршрутами, так и со всеми остановками) курсируют по маршрутам:
- От Московского вокзала на Тосно, Великий Новгород (на поезда № 7001/7002, № 7003/7004 есть возможность покупки билета с указанием места в некоторые вагоны, а также во все вагоны дополнительной пары № 7931/7932 по субботам и воскресеньям), Волховстрой I.
- От Балтийского вокзала на Ораниенбаум I, Калище, Лугу I,  Гатчину-Пассажирскую-Балтийскую.
- От Финляндского вокзала на Зеленогорск, Каннельярви, Выборг, Сосново, Кузнечное, Мельничный Ручей.
- От Ладожского вокзала на Тихвин.

Поезда «Финист» (в качестве пригородных поездов) курсируют по маршрутам:
- От Балтийского вокзала на Ораниенбаум I и Калище.

В поездах «Ласточка» на некоторых маршрутах работают стюарды с передвижным мобильным баром, предоставляя пассажирам (за отдельную плату) горячие и прохладительные напитки, сэндвичи, снэки и выпечку.
Всего (по состоянию на 1 мая 2025 года) СЗППК действует на следующих направлениях:
- От Витебского вокзала на Павловск, Новолисино, Посёлок, Новинку, Чащу, Чолово, Оредеж (электропоезда), Рогавку, Великий Новгород (ДТ1 / РА2), Лугу I (в летний период — электропоезда).
- От Балтийского вокзала на Ораниенбаум I, Калище, Красное Село, Гатчину-Балтийскую и Варшавскую (электропоезда), Ивангород, Сланцы (ДТ1 / РА2), Сиверскую, Лугу I (электропоезда и ДТ1 / РА2).
- От Финляндского вокзала на Белоостров, Зеленогорск, Рощино, Каннельярви, Кирилловское (электропоезда), Выборг (по главному ходу — электропоезда, через Приморск — РА2), Советский (в летний период — электропоезда с тепловозной тягой от Зеленогорска), Васкелово, Сосново, Приозерск, Кузнечное, Мельничный Ручей, Ладожское Озеро, Петрокрепость, Невскую Дубровку (электропоезда), Пупышево (в летний период — электропоезда).
- От Московского вокзала на Тосно, Шапки, Любань, Торфяное, Чудово-Московское, Великий Новгород, Малую Вишеру, Мгу, Невдубстрой, Пупышево, Волховстрой I, Тихвин, Кириши, Будогощь (электропоезда).
- От Ладожского вокзала на Мгу, Невдубстрой, Пупышево, Волховстрой I, Кириши, Будогощь (электропоезда), Свирь (согласованные электропоезда по ст. Волховстрой-1), Бабаево (согласованные электропоезда по ст. Волховстрой-1).

Кроме этого, пригородные перевозки производятся:
- В пределах Ленинградской области от Выборга на Хийтолу (РА2) и Бусловскую (электропоезда), от ст. Волховстрой I на Лодейное Поле, Свирь, Бабаево, Будогощь, Тигоду и Чудово-Московское (электропоезда), от Будогощи на Тихвин (поезда на тепловозной тяге)
- В республике Карелия и Мурманской области от Сортавалы на Кузнечное и Лодейное поле (РА3), от Петрозаводска на Свирь и Медвежью Гору (электропоезда), от Кеми на Лоухи и Маленьгу (электропоезда), от Кандалакши на Лоухи и Мурманск (электропоезда)
- В Псковской области от Луги I на Псков I (ДТ1), от Дна до Морино, Новосокольников (РА1), Пскова (поезда на тепловозной тяге), от Великих Лук на Невель II, Новосокольники (РА1), Псков (РА2), Себеж (РА1)
- В Новгородской области от Оредежа на Дно, от Будогощи на Хвойную (поезда на тепловозной тяге), от Великого Новгорода на Батецкую, Лугу I (РА2), Рогавку (РА1), Пестово и Окуловку через Неболчи (ДТ1), от Окуловки на Малую Вишеру (электропоезда) и Бологое (электропоезда, от Угловки до Бологого обслуживается МТППК), Неболчи (поезда на тепловозной тяге), от Угловки до Боровичей (поезда на тепловозной тяге), от Старая Русса на Морино и Едрово (поезда на тепловозной тяге).

## Подвижной состав
СЗППК арендует подвижной состав у Октябрьской железной дороги. Срок аренды — один год с возможностью ежегодного продления. Имеются и собственные электропоезда ЭС2Г (4 восьмивагонных состава в диапазоне 2хх номеров), собственные рельсовые автобусы РА2 (2 состава), собственные дизель-электропоезда ДТ1 (3 состава). Эксплуатируются электропоезда серий ЭТ2, ЭТ2М, ЭТ2ЭМ, ЭД4М, ЭС2Г и ЭС104, дизель-электропоезда ДТ1 и рельсовые автобусы РА1, РА2 и РА3. В соответствии с лицензией компания может использовать подвижной состав, срок эксплуатации которого не превышает 28 лет.
- ЭС104-038 «Финист» у платформы Дачное
- ЭС1-015 «Ласточка» на обкатке маршрута СПб-Выборг
- Электропоезд ЭД4М-0294, Ладожский вокзал
- Электропоезд ЭТ2М-033, станция Выборг
- Электропоезд ЭТ4А-003, станция Луга-I
- Дизель-электропоезд ДТ1-004, перегон Предпортовая - Броневая
- Дизель-поезд (рельсовый автобус) РА2-103, станция Зеленогорск
- Рельсовый автобус РА1-0032, станция Оредеж
- Дизель-поезд (рельсовый автобус) РА3-066, станция Ручьи

## Оплата проезда
Стоимость пригородных билетов различается в зависимости от категории рейса. Пригородные билеты категории «Ласточка / Финист» действуют в поездах всех категорий АО «СЗППК». Билеты категории «Стандарт» действительны исключительно в поездах «Стандарт» (классические пригородные поезда). Доплата и изменение категории билета невозможны как в кассах, так и в поезде. По проездным документам, оформленным для проезда в пригородных поездах категории «Ласточка / Финист» (7000-й нумерации), проезд на поездах «Ласточка» дальнего следования (перевозчики «ДОСС» и «ФПК») не осуществляется.
При покупке билета в поезде (у кассира-контролера) от станции или платформы, где работает билетная касса, взимается сбор за оформление проездного документа в поезде.
В 2010 году компания первой в России отказалась от «тарифных зон». Тарифы на проезд определяются правительством Санкт-Петербурга и администрациями других субъектов Федерации, в пределах которых действует компания. Вследствие этого как сами тарифы, так и льготы на проезд различаются по регионам.
С 29 декабря 2016 года началась продажа билетов через мобильное приложение «Пригород». С его помощью можно оформить билеты на все направления по полному тарифу (со скидкой 5 %), детскому, оформить билет на провоз дополнительной ручной клади, живности и велосипеда.
С 12 декабря 2017 года оплату проезда в пригородных электропоездах Ленинградской области можно производить при помощи электронной транспортной карты «Подорожник».
С 23 октября 2020 года отменяется обязательное предъявление документа, удостоверяющего личность, при контроле проездных документов (без указания мест), оформленных в мобильном приложении «РЖД Пассажирам».
C 1 февраля 2021 года студенты ВУЗов Санкт-Петербурга смогут оформлять билеты в приложении «Пригород» на мобильных устройствах.
С 1 мая 2025 года на полигоне деятельности АО «СЗППК» начал курсировать первый электропоезд ЭС104 «Финист» на Октябрьской железной дороге. Компания сообщила, что с 13 мая 2025 года тариф «Ласточка» сменит наименование на «Ласточка / Финист».

## Критика
В 2009 году СЗППК отменила 45 пригородных поездов, на некоторых направлениях (например, Калище — Котлы — Веймарн) пассажирское движение было прекращено полностью. Данные действия вызвали массовое недовольство горожан. 15 декабря 2009 года комиссия Ленинградского управления Федеральной антимонопольной службы (УФАС) вынесла решение: «признать ОАО «СЗППК» нарушившей часть 1, статьи 10 Федерального закона „О защите конкуренции“, что выразилось в сокращении оказания услуг, на которые существует спрос со стороны потребителей».

## История
- 9 ноября 2005 — решение о создании компании принято на заседании Правления ОАО «Российские железные дороги»[6].
- 10 марта 2006 — компания официально зарегистрирована[7].

- 1 июня 2006 — начались пригородные пассажирские перевозки на направлениях от Витебского вокзала[8].
- 5 марта 2007 — на станции Купчино запущена автоматизированная система контроля оплаты проезда (АСКОП)[9].
- 1 июля 2007 — начаты перевозки на направлениях от Балтийского вокзала[10].
- 28 августа 2007 — запущена АСКОП на платформе Проспект Славы[11].
- Конец 2007 года — запуск АСКОП на станциях Детское Село и Павловск.
- 1 июля 2008 — начаты перевозки на направлениях от Московского, Ладожского и Финляндского вокзалов[12].
- 25 августа 2008 — принято нынешнее название «Северо-Западная пригородная пассажирская компания».
- 1 января 2011 — расширен полигон деятельности, теперь СЗППК работает на территории восьми субъектов РФ: Санкт-Петербург, Ленинградская, Новгородская, Псковская, Вологодская, Тверская и Мурманской области и Республика Карелия.
- Всего за 2011 год было отправлено 76,491 млн пассажиров, более 95 % из них приходится на Санкт-Петербургский узел[13].
- С 2015 года компания развивает маршруты пригородных поездов повышенной комфортности «Ласточка». Так, за 10 лет появились рейсы из Петербурга в Выборг, Зеленогорск, Каннельярви, Кирилловское, Сосново, Кузнечное, Мельничный Ручей, Лугу, Ораниенбаум, Калище, Лебяжье, Гатчину, Волховстрой, Тосно, Тихвин и Великий Новгород[14].
- С 2025 года на полигоне АО «СЗППК» начали курсировать электропоезда «Финист» в общем обороте с поездами «Ласточка». Первый поезд вышел на Балтийское направление 1 мая 2025 года[15].